# ТЕС Егбін
6°33′47.5″ пн. ш. 3°36′54.7″ сх. д. / 6.563194° пн. ш. 3.615194° сх. д.
ТЕС Егбін — теплова електростанція в Нігерії у південному штаті Лагос, на околиці однойменного найбільшого міста країни.
Введена в експлуатацію у 1985—1986 роках, ТЕС Егбін обладнана шістьма паровими турбінами виробництва компанії Hitachi потужністю по 220 МВт. Станом на середину 2010-х вона все ще залишається найбільшою електростанцією країни.
Споруджена у 1980-х роках, ще до початку активного розвитку нігерійської газової промисловості, ТЕС Егбін розрахована на використання нафтопродуктів. В той же час можливо відзначити, що в кінці 1990-х поряд пройшов газопровід Ескравос-Лагос, від якого зокрема живиться розташована в лагуні Лагос газотурбінна станція компанії AES, баржі якої пришвартовані прямо біля ТЕС Егбін.
В 2013 році станція була приватизована південнокорейською компанією KEPCO, яка придбала 70 % участі за 400 млн доларів США. На той момент ТЕС діяла лише на 30 % своєї потужності, а блок № 6 взагалі був непридатний до використання. Станом на 2017 рік зазначений енергоблок відремонтували, а рівень фактичної потужності досяг 88 % номінального.